# Yuan Yue
Yuan Yue (chiń. 袁悦; pinyin Yuán Yuè; ur. 25 września 1998 w Yangzhou) – chińska tenisistka.

## Kariera tenisowa
W swojej karierze wygrała w sześciu turniejach singlowych i trzech deblowych rangi ITF. 20 maja 2024 zajmowała najwyższe miejsce w rankingu singlowym WTA Tour – 36. pozycję, natomiast 21 kwietnia 2025 osiągnęła najwyższą lokatę w deblu – 63. miejsce.

## Finały turniejów WTA
| Legenda                   | Legenda |
| ------------------------- | ------- |
| Wielki Szlem              |         |
| Igrzyska olimpijskie      |         |
| WTA Tour Championships    |         |
| od 2021                   |         |
| WTA 1000 (obowiązkowe)    |         |
| WTA 1000 (nieobowiązkowe) |         |
| WTA 500                   |         |
| WTA 250                   |         |
| WTA 125                   |         |

### Gra pojedyncza 2 (1–1)
| Końcowy wynik | Nr | Data                 | Turniej | Nawierzchnia | Przeciwniczka  | Wynik finału |
| ------------- | -- | -------------------- | ------- | ------------ | -------------- | ------------ |
| Finalistka    | 1. | 15 października 2023 | Seul    | Twarda       | Jessica Pegula | 2:6, 3:6     |
| Zwyciężczyni  | 1. | 3 marca 2024         | Austin  | Twarda       | Wang Xiyu      | 6:4, 7:6(4)  |

### Gra podwójna 2 (2–0)
| Końcowy wynik | Nr | Data                 | Turniej | Nawierzchnia | Partnerka     | Przeciwniczki                        | Wynik finału   |
| ------------- | -- | -------------------- | ------- | ------------ | ------------- | ------------------------------------ | -------------- |
| Zwyciężczyni  | 1. | 20 października 2024 | Ningbo  | Twarda       | Demi Schuurs  | Nicole Melichar-Martinez Ellen Perez | 6:3, 6:3       |
| Zwyciężczyni  | 2. | 2 marca 2025         | Austin  | Twarda       | Anna Blinkowa | McCartney Kessler Zhang Shuai        | 3:6, 6:1, 10–4 |

## Finały turniejów WTA 125

### Gra podwójna 1 (0–1)
| Końcowy wynik | Nr | Data            | Turniej   | Nawierzchnia | Partnerka  | Przeciwniczki                     | Wynik finału      |
| ------------- | -- | --------------- | --------- | ------------ | ---------- | --------------------------------- | ----------------- |
| Finalistka    | 1. | 4 sierpnia 2019 | Karlsruhe | Ceglana      | Han Xinyun | Lara Arruabarrena Renata Voráčová | 7:6(2), 4:6, 4–10 |

## Finały turniejów ITF
| turnieje z pulą nagród 100 000 $ (W100) |
| turnieje z pulą nagród 80 000 $ (W80)   |
| turnieje z pulą nagród 60 000 $ (W75)   |
| turnieje z pulą nagród 40 000 $ (W50)   |
| turnieje z pulą nagród 25 000 $ (W35)   |
| turnieje z pulą nagród 15 000 $ (W15)   |
| turnieje z pulą nagród 10 000 $         |

### Gra pojedyncza 17 (6–11)
| Rezultat     |     | Data       | Turniej    | ($)     | Naw.    | Przeciwniczka    | Wynik            |
| Finalistka   | 1.  | 13/08/2017 | Nonthaburi | 15 000  | Twarda  | Sara Tomic       | 4:6, 6:4, 1:6    |
| Finalistka   | 2.  | 19/08/2017 | Nonthaburi | 25 000  | Twarda  | Luksika Kumkhum  | 5:7, 2:6         |
| Finalistka   | 3.  | 20/05/2018 | Wuhan      | 25 000  | Twarda  | Lu Jiajing       | 6:2, 4:6, 3:6    |
| Zwyciężczyni | 1.  | 19/05/2019 | Wuhan      | 25 000  | Twarda  | Akiko Ōmae       | 6:3, 7:6(6)      |
| Finalistka   | 4.  | 02/06/2019 | Nonthaburi | 25 000  | Twarda  | İpek Soylu       | 6:7(1), 1:6      |
| Finalistka   | 5.  | 14/07/2019 | Ulanqab    | 25 000  | Twarda  | Lu Jiajing       | 7:6(9), 3:6, 3:6 |
| Zwyciężczyni | 2.  | 04/12/2021 | Sëlva      | 25 000  | Twarda  | Erika Andriejewa | 6:2, 7:6(4)      |
| Zwyciężczyni | 3.  | 09/01/2022 | Traralgon  | 60 000  | Twarda  | Paula Ormaechea  | 6:3, 6:2         |
| Finalistka   | 6.  | 01/07/2022 | Lipawa     | 60 000  | Ceglana | Emma Navarro     | 4:6, 4:6         |
| Finalistka   | 7.  | 25/09/2022 | Berkeley   | 60 000  | Twarda  | Madison Brengle  | 7:6(3), 3:6, 2:6 |
| Zwyciężczyni | 4.  | 16/10/2022 | Las Vegas  | 60 000  | Twarda  | Diana Sznajder   | 4:6, 6:3, 6:1    |
| Finalistka   | 8.  | 30/10/2022 | Tyler      | 80 000  | Twarda  | Taylor Townsend  | 4:6, 2:6         |
| Finalistka   | 9.  | 05/02/2023 | Meksyk     | 40 000  | Twarda  | Berfu Cengiz     | 4:6, 6:1, 6:7(9) |
| Finalistka   | 10. | 22/10/2023 | Shenzhen   | 100 000 | Twarda  | Bai Zhuoxuan     | 6:7(5), 2:6      |
| Zwyciężczyni | 5.  | 19/11/2023 | Takasaki   | 100 000 | Twarda  | Harriet Dart     | 5:7, 7:5, 6:0    |
| Finalistka   | 11. | 26/11/2023 | Takasaki   | 100 000 | Twarda  | Bai Zhuoxuan     | 2:6, 3:6         |
| Zwyciężczyni | 6.  | 27/04/2025 | Oeiras     | 100 000 | Ceglana | Greet Minnen     | 4:6, 6:4, 6:2    |

### Gra podwójna 5 (3–2)
| Rezultat     |    | Data       | Turniej         | ($)    | Naw.    | Partnerka          | Przeciwniczki                        | Wynik          |
| Finalistka   | 1. | 18/08/2018 | Guiyang         | 25 000 | Twarda  | Chen Jiahui        | Kang Jiaqi Xun Fangying              | 6:3, 5:7, 6–10 |
| Zwyciężczyni | 1. | 31/08/2019 | Jinan           | 60 000 | Twarda  | Zheng Wushuang     | Samantha Murray Sharan Eden Silva    | 1:6, 6:4, 10–7 |
| Finalistka   | 2. | 03/07/2021 | Montpellier     | 60 000 | Ceglana | Liang En-shuo      | Estelle Cascino Camilla Rosatello    | 3:6, 2:6       |
| Zwyciężczyni | 2. | 16/10/2021 | Lagos           | 25 000 | Twarda  | Diāna Marcinkēviča | Miriam Kolodziejová Jesika Malečková | walkower       |
| Zwyciężczyni | 3. | 29/04/2023 | Charlottesville | 60 000 | Ceglana | Sophie Chang       | Nao Hibino Fanny Stollár             | 6:3, 6:3       |

## Występy w igrzyskach olimpijskich

### Gra pojedyncza
| Runda                                                                  | Przeciwniczka                                              | Wynik            |
| ---------------------------------------------------------------------- | ---------------------------------------------------------- | ---------------- |
|                                                                        |                                                            |                  |
| Letnie Igrzyska Olimpijskie w Paryżu 2024, reprezentując państwo Chiny |                                                            |                  |
| I runda                                                                | Indywidualni sportowcy neutralni: Jekatierina Aleksandrowa | 7:5, 6:7(0), 6:2 |
| II runda                                                               | Grecja: Maria Sakari [7]                                   | 2:6, 1:6         |

### Gra podwójna
| Runda                                                                  | Partnerka        | Przeciwniczki                                     | Wynik    |
| ---------------------------------------------------------------------- | ---------------- | ------------------------------------------------- | -------- |
|                                                                        |                  |                                                   |          |
| Letnie Igrzyska Olimpijskie w Paryżu 2024, reprezentując państwo Chiny |                  |                                                   |          |
| I runda                                                                | Zhang Shuai [PR] | Brazylia: Beatriz Haddad Maia / Luisa Stefani [6] | 4:6, 4:6 |